# Johnny Thomson
 Johnny Thomson  fou un pilot estatunidenc de curses automobilístiques nascut el 9 d'abril del 1922 a Lowell (Massachusetts).
Thomson va córrer a la Champ Car a les temporades 1953-1960 incloent-hi la cursa de les 500 milles d'Indianapolis d'aquests anys.
Johnny Thomson va morir d'accident disputant una cursa a Allentown (Pennsilvània) el 24 de setembre del 1960.

## Resultats a la Indy 500
| Any    | Cotxe  | Sortida | Vel. mitja | Ranking | Final  | Voltes | V. líder | Retirat   |
| ------ | ------ | ------- | ---------- | ------- | ------ | ------ | -------- | --------- |
| 1953   | 56     | 33      | 135.262    | 33      | 32     | 6      | 0        | Encesa    |
| 1954   | 43     | 4       | 138.787    | 12      | 24     | 165    | 0        | Retirada  |
| 1955   | 44     | 33      | 134.113    | 33      | 4      | 200    | 0        | Va acabar |
| 1956   | 88     | 18      | 145.549    | 2       | 32     | 22     | 0        | Virolla   |
| 1957   | 10     | 11      | 143.529    | 4       | 12     | 199    | 5        | a 1 volta |
| 1958   | 7      | 22      | 142.908    | 20      | 23     | 52     | 0        | Direcció  |
| 1959   | 3      | 1       | 145.908    | 1       | 3      | 200    | 40       | Va acabar |
| 1960   | 3      | 17      | 146.443    | 3       | 5      | 200    | 10       | Va acabar |
| Totals | Totals | Totals  | Totals     | Totals  | Totals | 1044   | 55       |           |

| Curses       | 8  |
| Poles        | 1  |
| Voltes líder | 55 |
| Victòries    | 0  |
| Top 5        | 3  |
| Top 10       | 3  |
| Retirades    | 4  |

## A la F1
El Gran Premi d'Indianapolis 500 va formar part del calendari del campionat del món de la Fórmula 1 entre les temporades 1950 a la 1960.
Els pilots que competien a la Indy durant aquests anys també eren comptabilitzats pel campionat de la F1.
Johnny Thomson va participar en 8 curses de F1, debutant al Gran Premi d'Indianapolis 500 del 1953.

### Palmarès a la F1
- Participacions: 8
- Poles: 1
- Voltes Ràpides: 0
- Victòries: 0
- Podiums: 1
- Punts vàlids per la F1: 9